# Reymert
Reymert – opuszczone miasto w hrabstwie Pinal stanu Arizona. Powstało dookoła urzędu pocztowego, który rozpoczął działalność 6 czerwca 1890 roku. Nazwane na cześć założyciela J.D. Reymarta. Większość mieszkańców utrzymywało się z pracy dla Kopalni Reymart. Prosperowała aż do 1950 roku. Dwadzieścia lat później, zrównane z ziemią przez buldożery.